# Gu Yuting
Gu Yuting (chinesisch 故祖庭 / 故族挺; Pinyin: Gù Yùtíng; * 14. Januar 1995 in Chengdu) ist eine chinesische Tischtennisspielerin.

## Werdegang
Gu Yuting wurde ab 2009 international eingesetzt, als sie an der Jugend-Weltmeisterschaft teilnahm und Silber im Einzel sowie Gold im Doppel, Mixed und mit dem Team gewann. Auch in den Jahren danach spielte sie vor allem im Jugendbereich, wurde unter anderem fünffache Jugend-Weltmeisterin im Doppel und gewann im Einzel die Goldmedaille bei den Olympischen Jugendspielen 2010 und bei der Jugend-WM 2013. Ab Juli 2010 wurde sie in der Weltrangliste unter den besten 100 geführt.
Im Erwachsenenbereich holte sie im Doppel mit Chen Meng bei den Qatar Open 2012 durch einen Halbfinaleinzug ihre erste Medaille, die erste Einzel-Medaille folgte bei den Japan Open 2013, die sie außerdem mit Zhou Xintong im Doppel gewinnen konnte. Ab 2014 spielte sie kaum noch internationale Turniere, sodass sie wegen Inaktivität mehrfach aus der Weltrangliste herausfiel. 2017 nahm ihre Aktivität wieder stark zu, nach mehreren guten Platzierungen auf der World Tour qualifizierte sie sich für die Grand Finals, bei denen sie ins Halbfinale kam. Im Juli 2018 erreichte sie mit Platz 11 in der Weltrangliste eine persönliche Bestmarke, 2018 und 2019 gelangen ihr bei insgesamt 14 World-Tour-Turnieren aber nur im Doppel weitere Medaillenplatzierungen, im Einzel kam sie nicht über die erste Runde hinaus.
2021 trat sie aus der Nationalmannschaft zurück.

## Turnierergebnisse
| Verband | Veranstaltung                | Jahr | Ort                 | Land | Einzel     | Doppel     | Mixed  | Team   |
| ------- | ---------------------------- | ---- | ------------------- | ---- | ---------- | ---------- | ------ | ------ |
| CHN     | ITTF World Tour              | 2019 | Bremen              | GER  | Qual.      | Halbfinale |        |        |
| CHN     | ITTF World Tour              | 2019 | Olmütz              | CZE  | letzte 32  | Gold       |        |        |
| CHN     | ITTF World Tour              | 2019 | Panagjurischte      | BUL  | Qual.      | Gold       |        |        |
| CHN     | ITTF World Tour              | 2019 | Shenzhen            | CHN  | letzte 32  | Gold       |        |        |
| CHN     | ITTF World Tour              | 2018 | Kitakyushu          | JPN  | letzte 32  | Gold       |        |        |
| CHN     | ITTF World Tour              | 2017 | Magdeburg           | GER  | letzte 32  | Halbfinale |        |        |
| CHN     | ITTF World Tour              | 2017 | Linz                | AUT  | Silber     |            |        |        |
| CHN     | ITTF World Tour              | 2017 | Gold Coast          | AUS  | Halbfinale |            |        |        |
| CHN     | ITTF World Tour              | 2017 | Doha                | QAT  | Halbfinale |            |        |        |
| CHN     | ITTF World Tour              | 2015 | Chengdu             | CHN  | Qual.      | Silber     |        |        |
| CHN     | ITTF World Tour              | 2013 | Yokohama            | JPN  | Halbfinale | Gold       |        |        |
| CHN     | ITTF World Tour              | 2012 | Doha                | QAT  | Qual.      | Halbfinale |        |        |
| CHN     | ITTF World Tour Grand Finals | 2017 | Astana              | KAZ  | Halbfinale |            |        |        |
| CHN     | Jugend-Asienmeisterschaft    | 2011 | Neu-Delhi           | IND  | Halbfinale |            |        | Gold   |
| CHN     | Jugend-Asienmeisterschaft    | 2010 | Bangkok             | THA  | letzte 32  | Silber     |        | Gold   |
| CHN     | Jugend-Weltmeisterschaft     | 2013 | Rabat               | MAR  | Gold       | Gold       | Silber | Gold   |
| CHN     | Jugend-Weltmeisterschaft     | 2012 | Hyderabad           | IND  | Silber     | Gold       |        | Gold   |
| CHN     | Jugend-Weltmeisterschaft     | 2011 | Manama              | BRN  | Halbfinale | Gold       | Silber | Gold   |
| CHN     | Jugend-Weltmeisterschaft     | 2010 | Bratislava          | SVK  | letzte 32  | Gold       | Gold   | Silber |
| CHN     | Jugend-Weltmeisterschaft     | 2009 | Cartagena de Indias | COL  | Silber     | Gold       | Gold   | Gold   |
| CHN     | Olympische Jugendspiele      | 2010 | Hyderabad           | IND  | Gold       |            |        | Bronze |